# Svedkirtel
 Denne artikel bør gennemlæses af en person med fagkendskab for at sikre den faglige korrekthed.
    Oprettet af en bruger, som producerer artikler på en lang række andre wikier også

Svedkirtler, også kaldet sudorifere eller sudoripare kirtler (fra latin sudor, som betyder sved), er små rørformede strukturer i huden, der producerer sved. Svedkirtler er en type af exokrine kirtler, hvilket betyder, at de producerer og udskiller stoffer til en epitel-overflade via en kanal. Der findes to hovedtyper af svedkirtler, som adskiller sig i struktur, funktion, sekretionsprodukt, udskillelsesmekanisme, anatomisk placering og fordeling på tværs af arter:
- Ekrine svedkirtler findes næsten over hele menneskekroppen, men i varierende tætheder. Den højeste koncentration er på håndflader og fodsåler, derefter hovedet, mens der er færre på kroppen og lemmerne. Deres vandbaserede sekret fungerer som den primære mekanisme til afkøling hos mennesker.[3][4]
- Apokrine svedkirtler er hos mennesker hovedsageligt begrænset til armhuler og perinealområdet. De spiller ikke en væsentlig rolle i afkøling hos mennesker, men er de eneste effektive svedkirtler hos klovbærende dyr som kameler, æsler, heste og kvæg.[5]

Ceruminøse kirtler (som producerer ørevoks), mælkekirtler (som producerer mælk) og ciliekirtler i øjenlågene er modificerede apokrine svedkirtler.

## Struktur
Generelt består svedkirtler af en sekretorisk enhed, som producerer sved, samt en kanal, der fører sveden væk. Den sekretoriske spole eller base er placeret dybt i den nederste del af læderhuden (dermis) og underhuden (hypodermis), og hele kirtlen er omgivet af fedtvæv. Hos begge typer svedkirtler er de sekretoriske spoler omgivet af kontraktile myoepiteliale celler, som hjælper med at udskille sekretionsproduktet. De sekretoriske cellers aktivitet og myoepitelcellerne kontraktioner styres både af det autonome nervesystem og af kredsløbets hormoner. Den yderste eller apikale del af kanalen, som munder ud i hudens overflade, kaldes acrosyringiet.
Hver svedkirtel modtager nervefibre, som forgrener sig til bånd af en eller flere aksoner, der omslutter de enkelte tubuli i den sekretoriske spole. Kapillærer er også flettet ind mellem svedtubuli.
| Forskelle mellem ekkrine og apokrine svedkirtler | Ekkrine kirtler                               | Apokrine kirtler                              |
| ------------------------------------------------ | --------------------------------------------- | --------------------------------------------- |
| Samlet diameter af sekretorisk spole             | 500-700 μm                                    | 800 μm                                        |
| Diameter af enkelte sekretoriske tubuli          | 30-40 μm                                      | 80-100 μm                                     |
| Opbygning af sekretorisk epitel                  | Enkelt lag, blanding af klare og mørke celler | Enkelt lag af cylindriske celler              |
| Opbygning af kanal-epitel                        | To eller flere lag af kubiske celler          | To lag af kubiske celler                      |
| Kanal åbner ud til                               | Hudens overflade                              | Hårfollikel, nogle gange nær hudens overflade |

## Fordeling
Antallet af aktive svedkirtler varierer meget mellem forskellige personer, men sammenligninger mellem forskellige områder (f.eks. armhuler vs. lyske) viser de samme mønstre, hvor visse områder altid har flere aktive svedkirtler, mens andre altid har færre. Ifølge Henry Grays skøn er der cirka 370 svedkirtler pr. cm² på håndfladen, 200 pr. cm² på håndryggen, 175 pr. cm² på panden, 155 pr. cm² på bryst, mave og underarm, og 60–80 pr. cm² på ryg og ben.
På fingerspidserne sidder svedkirtlernes porer ujævnt fordelt på epidermis’ riller. Der findes ingen porer mellem rillerne, men sveden løber ofte ud i dem. Den tykke epidermis på håndflader og fodsåler får svedkirtlerne til at være spiralformet snoede.

### Andre dyr
Ikke-primate pattedyr har ekkrine svedkirtler kun på håndflader og fodsåler. Apokrine kirtler dækker resten af kroppen, men de er ikke lige så effektive som hos mennesker til temperaturregulering (med undtagelse af heste). Prosimianerne har et forhold på 1:20 mellem hårsække med apokrine kirtler og hårsække uden. De har ekkrine kirtler mellem hårene over det meste af kroppen, mens mennesker kun har dem mellem hårene i hovedbunden.
Den samlede fordeling af svedkirtler varierer blandt primater: rhesus- og patas-aber har dem på brystet; egern-aben kun på håndflader og fodsåler; mens stump-halede makak, japanske abe og bavian har dem over hele kroppen.
Husdyr har apokrine kirtler ved bunden af hver hårsæk, men ekkrine kirtler kun i trædepuder og snude. Deres apokrine kirtler producerer ligesom menneskets en lugtfri, olieret, mælkeagtig sekret, der ikke er udviklet til at fordampe og afkøle, men til at dække og hæfte sig til hårene, så lugtproducerende bakterier kan vokse på det. Ekkrine kirtler på trædepuderne, ligesom på menneskernes håndflader og fodsåler, er heller ikke udviklet til afkøling, men til at øge friktionen og forbedre grebet.
Hos hunde og katte findes apokrine kirtler med specialiseret struktur og funktion ved øjenlåg (Moll’s kirtler), ører (ceruminøse kirtler), analsæk, klitoris og området omkring anus.

## Historie
Porerne på de ekkrine svedporer blev først identificeret af den italienske fysiolog Marcello Malpighi. Svedkirtlerne selv blev opdaget af den tjekkiske fysiolog Johannes Purkinjé i 1833. Den forskelligartede tæthed af svedkirtler i forskellige kropsområder blev først undersøgt i 1844 af den tyske anatom Karl Krause. Svedkirtlerne blev først opdelt i typer af den franske histolog Louis-Antoine Ranvier, som i 1887 adskilte dem efter deres sekretionsform i holokrine kirtler (talgkirtler) og merokrine kirtler (svedkirtler). Sidstnævnte blev i 1917 yderligere opdelt i apokrine og ekkrine svedkirtler. I 1987 blev apoeckrine kirtler identificeret.

## Galleri
- Tværsnit af huden med svedkirtler fremhævet
- Tværsnit af øjenlåget med svedkirtler fremhævet